# Бойко, Вадим Владимирович
Вадим Владимирович Бойко (3 декабря 1978, Берёза, Брестская область) — белорусский футболист, нападающий. Администратор футбольного клуба «Строгино».

## Биография
Воспитанник СДЮШОР № 1 г. Берёза. Взрослую карьеру начал в 1997 году в местном клубе второй лиги БСМ, где провёл два сезона. В 1999 году перешёл в более сильную городскую команду, «Керамик», игравшую в первой лиге, где тоже провёл два сезона. В обоих сезонах был лучшим снайпером своей команды, в 1999 году забил 12 голов, а в 2000 году — 19 мячей. Лучший снайпер первой лиги 2000 года.
В 2001 году перешёл в брестское «Динамо», выступавшее в высшей лиге, и там тоже стал лидером атак клуба. В 2001 году забил 10 голов, а в 2002 году — 11, в обоих сезонах был лучшим снайпером клуба. В споре снайперов всей лиги в 2001 году был восьмым, а в 2002 году -четвёртым, однако брестский клуб выступал неудачно и занимал места в нижней части таблицы.
В 2003 году перешёл в солигорский «Шахтёр», провёл в его составе полтора сезона и принимал участие в матчах Кубка Интертото, однако был не слишком результативен. Обладатель Кубка Белоруссии 2003/04, в финальном матче остался в запасе. В 2004 году «Шахтёр» стал бронзовым призёром чемпионата, однако футболист ещё по ходу сезона вернулся в брестское «Динамо». В составе брестского клуба в 2005 году снова стал лучшим снайпером команды (12 голов), а среди бомбардиров лиги занял шестое место.
В 2007 году выступал в первой лиге за «Гранит» (Микашевичи) и стал серебряным призёром соревнований. Сезон 2008 года снова провёл в Бресте в высшей лиге, а в 2009 году играл за другой клуб высшей лиги — жодинское «Торпедо». В 2010 году вернулся в «Гранит», который снова опустился в первую лигу, и в том сезоне вошёл в топ-5 бомбардиров лиги (12 голов). Спустя сезон завершил профессиональную карьеру.
Всего в высшей лиге Белоруссии сыграл 163 матча и забил 47 голов, в первой лиге — 110 матчей и 48 голов.
В 2011 году перебрался в Россию, где играл на любительском уровне за московские команды по футболу и мини-футболу. С 2013 года работает администратором ФК «Строгино».

## Личная жизнь
Отец, Владимир Владимирович Бойко (род. 1956) также футболист (выступал в соревнованиях КФК) и тренер.